# Gornji Moranjci
Gornji Moranjci es un pueblo en el municipio de Srebrenik, Bosnia y Herzegovina.

## Historia
El pueblo de Gornji Moranjci es uno de los lugares habitados más antiguos del municipio de Srebrenik. Como el lugar no se menciona en los libros de historia y la literatura profesional, no se sabe cuándo data. La investigación de los sitios arqueológicos confirmó que tienen más de 270 años de antigüedad. El edificio más antiguo fue una mezquita construida en la segunda mitad del siglo XVIII, que ya no existe, y la mezquita actual fue construida en 1964 y renovada en 2008.

## Geografía
El área alrededor de Gornji Moranjci está casi cubierta de campos. El clima es hemiboreal. La temperatura promedio es de 11 °C. El mes más cálido es julio, con 22 °C, y el más frío es diciembre, con -4 °C. La precipitación media es de 1278 milímetros al año. El mes más lluvioso es mayo, con 235 milímetros de lluvia, y el más seco es marzo, con 73 milímetros. El pueblo de Gornji Moranjci está a 7 km al oeste del centro del municipio de Srebrenik. El asentamiento consta de 9 aldeas: Brđani, Hodžići, Okići, Mahala, Bošnjaci, Češljigovača, Bezi, Slatina y el nuevo asentamiento Vikend.

## Demografía
Según el censo de 2013, su población era de 667 habitantes.
| 948        | 776 | 690 | 670 | 667 |
| (Fuente: ) |     |     |     |     |